# Preciosas
Preciosas (aussi connu sous le nom de Runaways) est une série télévisée chilienne créée par Catalina Calcagni, et diffusée entre le 1er août 2016 et le 31 janvier 2017 sur Canal 13

## Distribution

### Acteurs principaux
- Loreto Aravena : Lorena Martínez García / Angelina Jolie Pérez Soto
- Paulo Brunetti : Ismael Domínguez
- Pablo Macaya : Alexis Castillo (Alex)

### Acteurs récurrents
- Paz Bascuñán : Frida Segovia / Estrella Anís
- Susana Hidalgo : Lisette Parra / Yulissa Constantina del Pino del Bosque
- Malucha Pinto : Marta Brosic (La superiora)
- Lorena Bosch : Montserrat Flores / Cecilia Diana (La Come Momias)
- Tamara Acosta : Elsa Morales Sanhueza (La Loca)
- Karla Melo : Paola Romina Farfán Vilches (Palo Santo)
- Nicolás Poblete : Eric Ibarra (Principe Eric)
- Cristián Campos : Arturo Márquez
- Elvira Cristi : Florencia Márquez
- Francisco Pérez-Bannen : Juan Pablo Correa
- Lucy Cominetti : Begoña Salinas
- Cristián Arriagada : Darío Mardones Brosic
- José Secall : Patricio Teodoro Rojas
- Josefina Montané : Amanda Rojas
- Alessandra Guerzoni : Victoria Walker
- Eusebio Arenas : Vicente Márquez (Vicho)
- Geraldine Neary : Gabriela Martínez García (Yuyo)
- Eyal Meyer : Nicolás Infante
- Simoney Romero : María Camila Pérez (Perla Negra)
- Oliver Borner : Matías Mardones Brosic
- Teresa Münchmeyer : María Elena Hernández (Nena)
- Verónica González : Gardien de prison Muñoz

## Audiences
| Kantar Ibope Media Ratings (Chile) | Kantar Ibope Media Ratings (Chile) | Kantar Ibope Media Ratings (Chile) | Kantar Ibope Media Ratings (Chile) |
| Date de diffusion originale        | Date de diffusion originale        | Scores                             | Audience                           |
| ---------------------------------- | ---------------------------------- | ---------------------------------- | ---------------------------------- |
| Première diffusion                 | 1er août 2016                      | 8                                  | 14.7%                              |
| Dernière diffusion                 | 31 janvier 2017                    | 6                                  | 14,8%                              |
| Average                            | Average                            | Average                            | 10,0%                              |

## Bandes originales
| 1. | Preciosa libertad | Francis Fellizeri | 3:08 |

## Versions
- Fugitivas, en busca de la libertad (Televisa, 2024), avec Arap Bethke, Erika Buenfil, César Évora, Juan Martín Jáuregui, Arturo Carmona et Daniela Álvarez.